# Arroyo Gutiérrez
El arroyo Gutiérrez es un curso de agua uruguayo ubicado en el departamento de Lavalleja perteneciente a la cuenca hidrográfica de la laguna Merín.
Nace en la cuchilla Grande a más de 350 m s. n. m., en el centro del departamento; desemboca en el río Cebollatí. Su principal afluente es la Cañada Grande.